# NGC 7688
NGC 7688 is een lensvormig sterrenstelsel in het sterrenbeeld Pegasus. Het hemelobject werd op 13 augustus 1865 ontdekt door de Duits-Amerikaanse astronoom Christian Heinrich Friedrich Peters.

## Synoniemen
- ZWG 455.4
- ZWG 454.80
- KAZ 340
- NPM1G +21.0593
- PGC 71648